# Fiat Mobi
Fiat Mobi är en personbil som tillverkas av Fiat Chrysler Automobiles brasilianska dotterbolag sedan 2016. 
Versioner:
| Modell | Motor               | Cylindervolym | Effekt | Bränslesystem                 |
| ------ | ------------------- | ------------- | ------ | ----------------------------- |
| 1.0    | 3-cyl radmotor SOHC | 999 cm³       | 72 hk  | Bränsleinsprutning (E85 flex) |
| 1.0    | 4-cyl radmotor SOHC | 999 cm³       | 73 hk  | Bränsleinsprutning (E85 flex) |